# Pinnow, Uckermark
För andra betydelser, se Pinnow.
Pinnow är en kommun och ort i östra Tyskland, belägen i Landkreis Uckermark i förbundslandet Brandenburg, mellan städerna Schwedt och Angermünde. Orten är administrativt säte för kommunalförbundet Amt Oder-Welse, där även grannkommunerna Berkholz-Meyenburg, Mark Landin, Passow och Schöneberg ingår.

## Kommunikationer

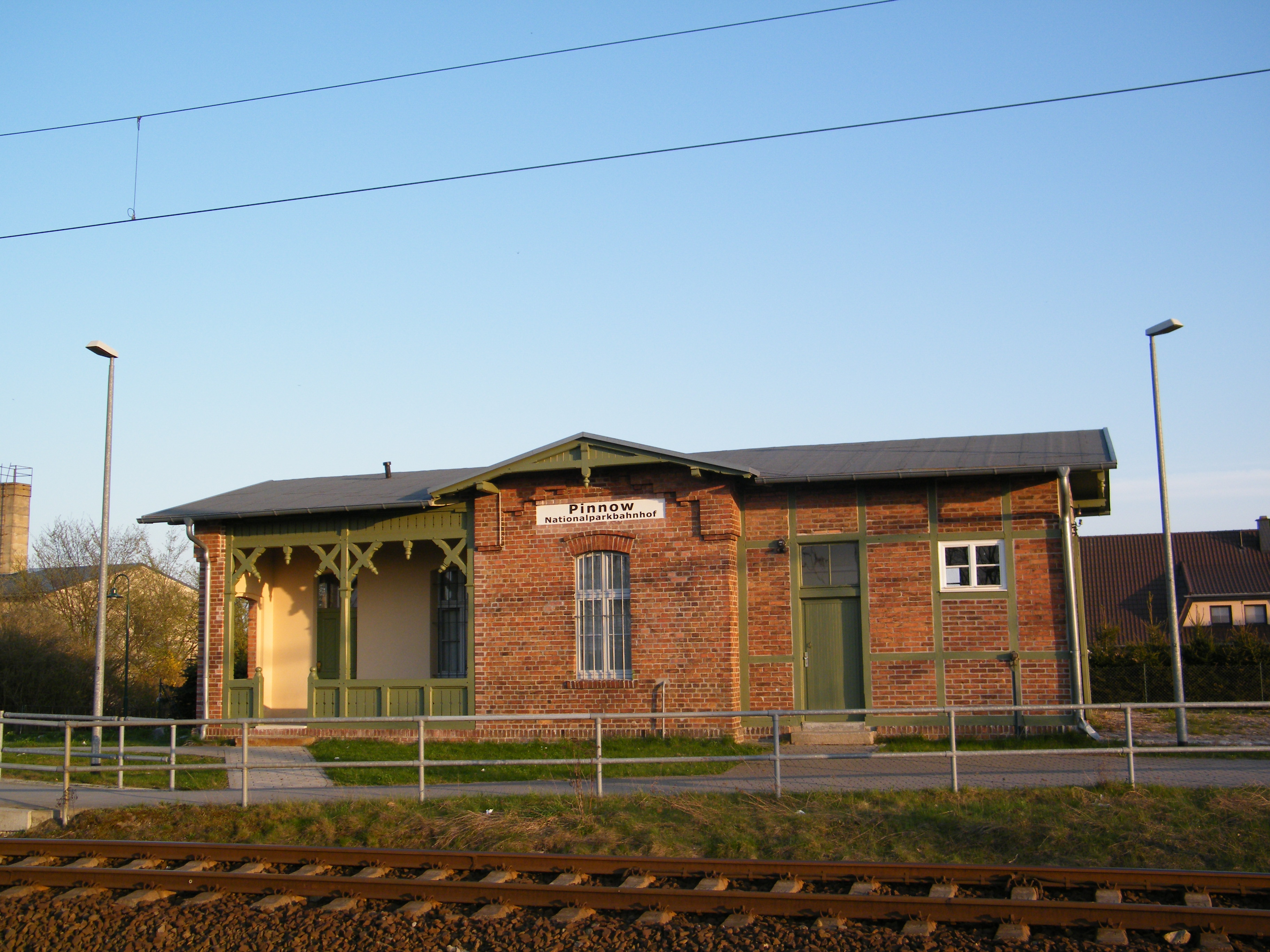
Pinnows järnvägsstation

Pinnow har en järnvägsstation på järnvägen Angermünde - Schwedt. Sträckan trafikeras av regionaltåg. Genom orten löper även förbundsvägen Bundesstrasse 2.